# Zuchwil
Zuchwil (in dialetto Zuchwiu o Zuchu) è un comune politico svizzero di 9 520 abitanti nel distretto di Wasseramt del Canton Soletta. Zuchwil è un sobborgo della città di Soletta e, secondo l'Ufficio federale di statistica, dal 2024 è considerata una città a tutti gli effetti. In termini di popolazione, Zuchwil è il quarto comune più grande dopo Soletta, Olten e Grenchen e quindi la città più piccola del cantone. Con 9 520 abitanti (al 31 dicembre 2023), è il comune più grande del distretto di Wasseramt, con una superficie di 4,67 km² piuttosto inferiore alla media. Con il 44,94% di cittadini stranieri (2023), Zuchwil ha la seconda più alta percentuale di stranieri (dopo Dulliken) nel Cantone di Soletta e una delle più alte in Svizzera.

## Geografia
I comuni confinanti di Zuchwil sono Luterbach, Derendingen, Biberist, Feldbrunnen-St. Niklaus, Riedholz e la città di Soletta. L'Aare forma un confine naturale a nord con Soletta, Feldbrunnen-St. Niklaus e Riedholz, mentre il corso dell'Emme corrisponde al confine orientale con Luterbach e Derendingen. Il punto più settentrionale di Zuchwil è quindi la confluenza dell'Emme con l'Aare presso il cosiddetto Emmenspitz. Il confine meridionale con Biberist è formato in gran parte dalle foreste di Birchi e Dittiberg, ciascuna sul proprio lato meridionale. A ovest dello stesso comune, la linea ferroviaria RBS e le strade più importanti svolgono il ruolo principale, il che indica che quest'ultimo confine non è molto antico. Al contrario, il tratto relativamente breve del confine con Soletta è molto più antico: i binari della nuova stazione ferroviaria principale di Soletta furono estesi nel territorio comunale di Zuchwil nel 1886. Il confine sembra essere esistito per secoli come risultato della demarcazione dei diritti di pascolo e di coltivazione tra i contadini di Soletta e di Zuchwil.

## Popolazione

### Origine nazionale
Al 31 dicembre 2023, Zuchwil contava 9 520 abitanti. Il 55,06% di questi era di origine svizzera, il 44,94% di origine straniera. Ciò fa di Zuchwil uno dei comuni svizzeri con la più alta percentuale di persone di nazionalità straniera. Più in dettaglio, le percentuali sono così distribuite:
- Italia: 6,37%
- Turchia: 4,41%
- Serbia: 3,82%
- Germania: 3,45%
- Kosovo: 3,33%
- Macedonia del Nord: 2,32%
- Sri Lanka: 2,22%
- Croazia: 1,72%
- Eritrea: 1,69%
- Altre nazioni: 15,61%